# Roman Praszyński
Roman Praszyński, pseud. Red Vonnegut (ur. 1965) – polski prozaik, dziennikarz (Gazeta Wrocławska, Elle, tygodnik Gala, Twój Styl, Viva!)
Wychował się we Wrocławiu, ukończył filologię polską na Uniwersytecie Wrocławskim. Pierwsza powieść „Na klęczkach” (1992) została wydana pod pseudonimem. Pozostałe „Miasto sennych kobiet” (1996), „Jajojada” (1998), „Córki Lota” (2002) i „Córka Wokulskiego” – kontynuacja „Lalki” B. Prusa (2012) pod własnym nazwiskiem; jest współtwórcą spektaklu teatralnego „W tym domu nie ma nikogo” (Europejskie Spotkanie Młodych Pisarzy 1996). Nominowany do nagrody Paszport „Polityki” (2004), otrzymał nagrodę Głównego Inspektora Pracy za publikacje o BHP. Prowadził grupę muzyczna konQubinat, Wiatraki, pisze i śpiewa piosenki.
W styczniu 2020 po publikacji kontrowersyjnego wywiadu z aktorką Anną Marią Sieklucką wydawnictwo Edipresse Polska zakończyło współpracę z dziennikarzem.